# 李应祯
李應禎（1431年—1493年），初名甡，字應禎，以字行，更字貞伯。南直隸長洲縣（今江蘇蘇州）人。明代書法家。

## 生平
景泰四年（1453年）鄉試中舉，入太學，成化元年（1465年）授中書舍人。官至南京太僕寺少卿。

## 成就

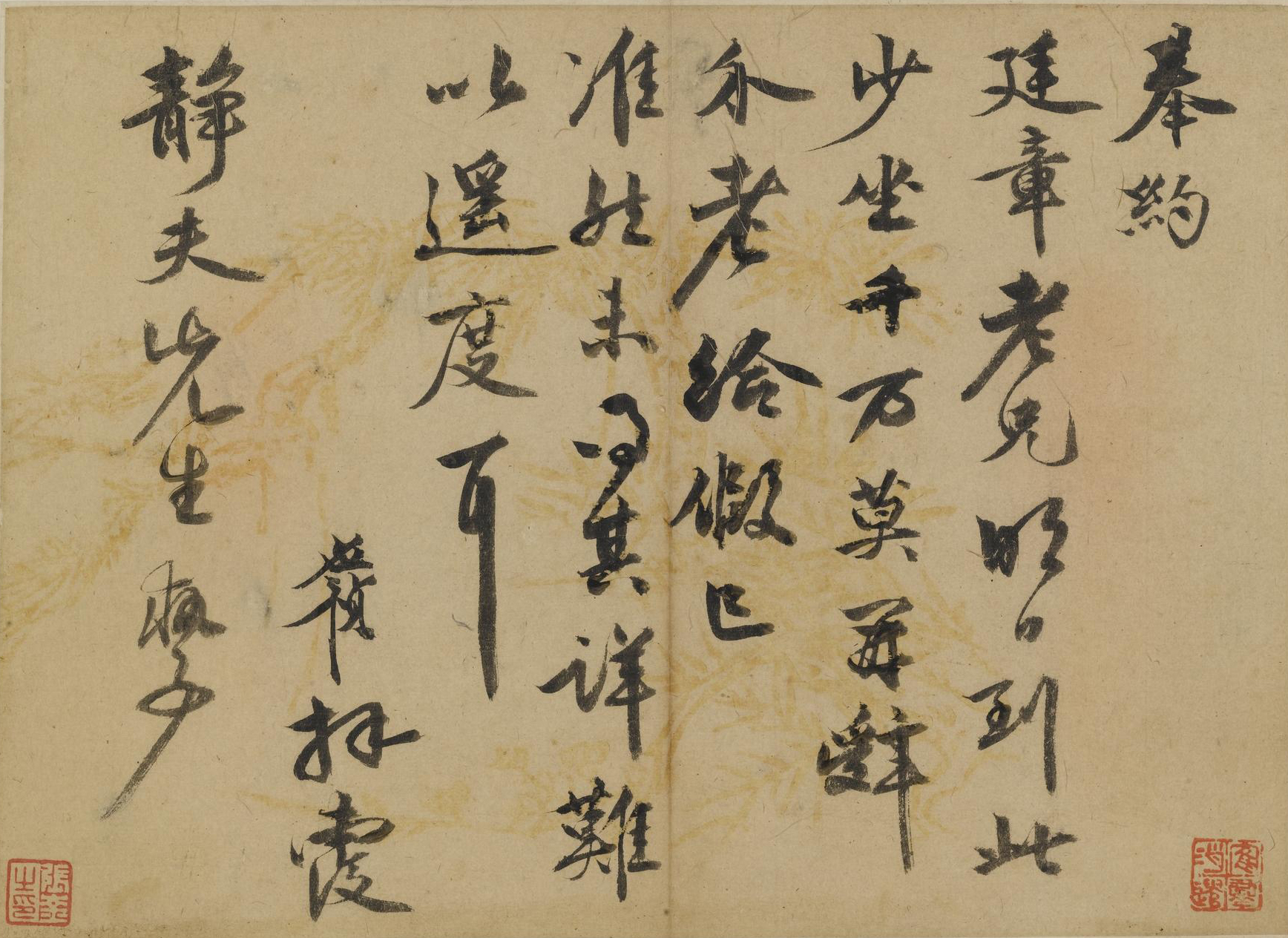
李应祯行书札页

李應禎工書法，尤擅篆、楷，以三指尖搦管，虛腕疾書。祝允明是他的女婿。文徵明是他的學生，曾從其學書。陶宗儀《書史會要》稱：“少卿书真行草隶，皆清润端方，如其为人。”居官三十年，“家无馀赀，死之日，惟书数千卷而已。”